# Thereutis schismatica
Thereutis schismatica är en fjärilsart som beskrevs av Edward Meyrick 1892. Thereutis schismatica ingår i släktet Thereutis och familjen bronsmalar. Inga underarter finns listade i Catalogue of Life.